# Александрос Папатерпос
Александрос Папатерпос (на гръцки: Αλέξανδρος Παπατέρπος του Μέλλιου) е гръцки военен и политик, чието име е замесено в скандала АСПИДА.

## Биография
Роден е в югозападния македонски град Костур, Гърция. Син е на Мельос Папатерпос и внук е на нестрамския гъркоманин Марко Поптърпов. Учи във Военното училище, което завършва през 1937 година, и във Висшето военно училище. Той се отличава в Итало-гръцката война от 1940 - 1941 година, а по време на окупацията участва в съпротивителните действия срещу нацистите. Той се противопоставя на Свещената лига на гръцките офицери и разкрива Плана „Перикъл“ в 1961 година. Той беше заместник-началник на Централната информационна служба и близък приятел на Андреас Папандреу. Името му е замесено в делото АСПИДА и е осъден на 18 години затвор. По време на периода на хунтата е постоянно наблюдаван заради антиправителствената си дейност. След падането на хунтата, участва в политиката със Съюз на центъра-Нови сили на изборите в 1974 година и получава 5612 гласа и със Съюза на демократичния център в 1977 година, без да успее да бъде избран за член на парламента в избирателния район на Костур. Умира от инфаркт на миокарда в Атина и е погребан в гробището Зографу.
Папатерпос оставя родната си къща в Костур - Поптърповата къща на Костурската техническа камара.